# Lijst van personages uit Phineas en Ferb
Dit is een Lijst van personages uit de Amerikaanse animatieserie Phineas en Ferb

## Familie Flynn-Fletcher

### Phineas Flynn
Een van de twee protagonisten van de serie, feitelijk de hoofdrolspeler. Hij is een wonderkind. Hij is vriendelijk, creatief en van het duo de prater met de ideeën. Hij heeft veel muzikale vaardigheden zoals zingen, elektrische gitaar spelen en liedjes schrijven. Hij kan in zelfs de meest alledaagse dingen iets zien voor een nieuwe creatie van hem en Ferb. Zijn hoofd is een driehoek en vormt met de rest van zijn lichaam de letter P van Phineas

### Ferb Fletcher
De tweede protagonist. Hij is de stiefbroer van Phineas (zijn vader is met Phineas’ moeder getrouwd), en al net zo’n wonderkind als hij. In tegenstelling tot Phineas houdt Ferb bijna altijd zijn mond en is soms laconiek. Toch zijn beide stiefbroers perfect op elkaar afgestemd en het altijd met elkaar eens. Ferbs talenten liggen meer op het gebied van mechanica en het bouwen van grote constructies. Hij heeft een oogje op Vanessa Doofenshmirtz, de dochter van Heinz Doofenshmirtz. Hij heeft een bijzonder uiterlijk. Zijn haren hebben een groene kleur en zijn hoofd heeft, met behulp van zijn haar, de vorm van een letter F, van Ferb. Verder draagt hij altijd een paarse broek tot zijn oksels opgehesen. Ferb is een afkorting van een andere naam, maar deze naam wordt nooit genoemd in de aflevering.

### Candace Flynn
De zus van Phineas en stiefzus van Ferb. Ze is het stereotype van een tienermeisje. Kleding, leuke jongens, een goed kapsel en een goede reputatie spelen voor haar de hoofdrol in het leven. Candace is meestal aan het bellen met haar vriendin Stacy. Candace staat altijd recht tegenover de activiteiten van haar twee broers en belt zo altijd haar moeder om Phineas en Ferb te verraden. Ze heeft een oogje op Jeremy Johnson. Ze is 15 jaar oud, en haar nek is 16cm lang.

### Linda Flynn
Linda is de moeder van Phineas en Candace, en de stiefmoeder van Ferb.
Linda is een voormalig popzanger onder de artiestennaam Lindana, maar haar carrière kwam nooit verder dan een eendagsvlieg. Inmiddels heeft ze de muziekwereld grotendeels vaarwel gezegd, op een enkel reünieconcert na. Ze is grotendeels huisvrouw en mede-eigenaar van de antiekwinkel die ze met haar man runt.
Ze heeft voor ze Lawrence ontmoette al eens eerder een relatie gehad met de biologische vader van Candace en Phineas, maar over hem is niks bekend. Gezien het feit dat zowel zijzelf als haar kinderen nog dezelfde achternaam als haar ouders hebben is ze mogelijk nooit getrouwd geweest met Candace’ en Phineas vader. Ze werd verliefd op Lawrence tijdens een concert van de band Love Händel.
Linda heeft geen weet van wat Phineas en Ferb allemaal doen, daar alle pogingen van Candace om haar broers te verklikken op niets uitdraaien. De incidentele keer dat Linda toch de uitvinding van Phineas en Ferb ziet, herkent ze het niet als zijnde van hen of vergeet ze het weer door een samenloop van omstandigheden.
Lang geleden heeft zij een afspraakje gehad met Heinz Doofenshmirtz, dat tot niets heeft geleid.
Caroline Rhea doet de Amerikaanse stem van Linda en Olivia Olson doet haar zangstem als ze Lindana is. In het Nederlands is dit Edna Kalb.

### Lawrence Fletcher
Lawrence is de vader van Ferb en de stiefvader van Candace en Phineas. Hij is 42 jaar oud.
Lawrence is van Britse komaf maar woont inmiddels al een paar jaar in Amerika. Er is niets bekend over Lawrence’ eerdere relatie met Ferbs biologische moeder. In zijn jongere jaren was Lawrence een ervaren visser. Inmiddels runt hij samen met zijn vrouw een antiekwinkel en werkt als historicus. Vooral de geschiedenis van de Verenigde Staten interesseert hem.
Lawrence is soms ietwat verstrooid en doet alles graag rustig aan. Anders dan Linda heeft Lawrence wel een paar keer bewust de plannen van Phineas en Ferb gezien, zoals de Monstertruck die ze voor Candace hadden gebouwd en hun vliegend tapijt, maar hij maakt er zich niet al te druk om en lijkt hen soms zelfs aan te moedigen.
Richard O'Brien is de Amerikaanse stem van Lawrence Fletcher. Fred Meijer (acteur) is de Nederlandse stem van Lawrence.

### Overige familieleden
Reginald FletcherDe vader van Lawrence. Hij woont met zijn vrouw op het platteland nabij Londen en was vroeger een waaghals. Inmiddels heeft hij last van vele ouderdomskwaaltjes, maar dat weerhoudt hem er niet van af en toe toch nog iets uitdagends te doen.
Winifred FletcherDe moeder van Lawrence. Zoals een stereotype Brit houdt ze van thee. Verder is ze fan van de Sherlock Holmes-verhalen.
Betty Jo FlynnDe moeder van Linda. Ondanks haar hoge leeftijd is ze nog erg atletisch. Ze heeft een vakantiehuisje in de bossen bij Danville, waar ze haar kleinkinderen en hun vrienden elk jaar uitnodigt.
Clyde FlynnClyde is de vader van Linda. Hij houdt van zingen en zijn kleinkinderen vermaken.
Tiana Webberde zus van Linda en dus tante van Phineas, Ferb en Candace. Tijdens de serie is te zien hoe ze trouwt met haar verloofde Bob.
Bob Webberde echtgenoot van Tiana en oom van Phineas, Ferb en Candace. Zijn huwelijk met Tiana staat centraal in een aflevering. Meestal wanneer er 'oké' wordt gezegd, of wanneer er behoefte is dat hij dit zegt, knipt hij in zijn vingers en zegt op steeds dezelfde manier 'oké'.

## Vrienden en bondgenoten

### Isabella Garcia-Shapiro
Isabella is de leider van een scoutinggroep genaamd de Kampvuurmeisjes. Ze speelt vaak met Phineas en Ferb onder een hoedje. In de serie blijkt vaak dat Isabella een oogje heeft op Phineas, en vraagt vaak wat hij doet ("Phineas, wat doe je?"), maar Phineas ziet dat niet, hij is te druk met zijn avonturen.

### Buford van Stomm
De lokale pestkop uit de buurt van Phineas en Ferb. Hij is erg groot en gespierd voor zijn leeftijd en draagt meestal een zwart T-shirt. Hij is echter niet bijster intelligent. Hoewel hij officieel te boek staat als een pestkop, is hij toch goede vrienden met Phineas en Ferb. Het enige wat hij hen ooit heeft aangedaan is dat hij jaren terug hun fietsen afpakte en Phineas ooit uitdaagde tot een wedstrijd duimworstelen. Baljeet is zijn favoriete slachtoffer. Diep van binnen heeft hij ook zijn gevoelige kanten, wat onder andere bleek toen zijn favoriete goudvis vermist raakte op zee.

### Baljeet Razj
Baljeet is een Indiase jongen (10) die in dezelfde straat woont als Phineas en Ferb. Hij is eveneens erg slim, vooral op het gebied van wiskunde. Hij haalt altijd hoge cijfers op school en beschouwt dit als een van de belangrijkste doelen in het leven. Soms vraagt hij Phineas en Ferb om hulp als hij bang is een te laag cijfer te krijgen voor een project. Zo moest hij een keer de grootste watermeloen hebben. Phineas en Ferb gaven hem toen een groeimiddel. Hij kan erg snel in paniek raken, is doorgaans erg beleefd en passief.
Baljeet wordt vaak samen gezien met Buford, met wie hij een haat-liefdeverhouding heeft. Aan de ene kant is Baljeet steevast slachtoffer van Bufords pesterijen, maar aan de andere kant hebben de twee elkaars hulp ook geregeld nodig.

### Stacy Hirano
De beste vriendin van Candace. Zij vindt de plannetjes van Phineas en Ferb eigenlijk wel leuk. Ze hangt vaak met Candace aan de telefoon of praat met haar op Candace’ kamer. Ze geeft Candace onder andere advies voor haar relatie met Jeremy en andere zaken. Stacy is van Japanse afkomst. In de aflevering: 'De zomer is van jou' vraagt ze Phineas de groeten te doen aan haar nichtjes in Japan. Wat hij ook doet als ze daar stranden zonder brandstof en toevallig Stacy's tante aanspreken.
In de aflevering "Quantum Ratjetoe" blijkt ze in de toekomst president van Uruguay te zijn geworden.

### Jeremy Johnson
Een tienerjongen op wie Candace een oogje heeft, en Jeremy heeft ook gevoelens voor haar. Later in de serie krijgen de twee zelfs een relatie.
Hij is op de hoogte van wat Phineas en Ferb doen, en neemt soms zelfs deel aan hun plannen. Dit zijn vaak de enige momenten waarop Candace niet probeert haar broers te ontmaskeren omdat ze Jeremy graag het hof wil maken.
Candace is ervan overtuigd dat ze trouwt met Jeremy en twee kinderen krijgt: Xavier en Amanda. In een aflevering gingen Phineas en Ferb naar de toekomst, en Candace had 3 kinderen, Xavier, Fred en Amanda. In een andere aflevering gebruikte Jeremy voor iedereen bijnamen, behalve voor Candace. Daardoor werd Candace heel erg boos op hem, maar het was omdat Jeremy Candace een mooie naam vond.
Jeremy kan goed gitaar spelen en geeft hier zelfs les in. Zo kwam hij eenmaal in contact met zowel Dr. Doofenshmirtz als majoor Monogram.

### Kampvuurmeisjes
De Kampvuurmeisjes zijn een scoutingroep die in Danville actief is. Zoals de naam al aangeeft is het een groep uitsluitend voor meisjes. Voluit heet de groep Kampvuurmeisjes 46321. Onder leiding van Isabella, de leider van de groep, proberen ze allemaal badges te krijgen. De assistent-leidster heet Greetje. Ze helpen Phineas en Ferb vaak met hun plannetjes.
De kampvuurmeisjes beschikken over verschillende vaardigheden en hebben een handboek dat over de meest uiteenlopende onderwerpen informatie bevat. De groep telt zeven vaste leden, maar dit aantal wordt geregeld aangevuld voor een enkele aflevering.

### Irving Du Bois
Irving is volgens eigen zeggen Phineas en Ferb’s grootste fan. Hij heeft al vanaf de eerste dag van de zomer een plakboek bijgehouden van al hun plannen en weet vrijwel alles over hun leven. Als hij de kans krijgt om deel te nemen aan hun plannen doet hij dit altijd met veel enthousiasme.

### Django Brown
Django is een vriend van Phineas en Ferb die minder vaak in de serie voorkomt. Hij is de zoon van een beroemde kunstenaar.

### Meap
Meap is een buitenaards wezen dat op een dag strandde in de achtertuin van Phineas en Ferb, en werd meegenomen door Candace. Hoewel hij klein en ongevaarlijk lijkt, is hij een bedreven vechter. Hij is net als Perry het vogelbekdier een geheim agent. Zijn naam Meap dankt hij aan het feit dat dat het enige woord is dat hij kan zeggen, tenzij een universele vertaalsnor draagt. Hij is erg sterk voor zijn lengte.

## O.Z.E.C.A.
De O.Z.E.C.A. (wat staat voor Organisatie Zonder Een Coole Afkorting) is een geheime dienst die getrainde dieren inzet als geheim agenten om de wereld te behoeden voor het kwaad. Elke agent die voor de O.Z.E.C.A. werkt krijgt een specifieke tegenstander toegewezen, die ze te allen tijde in de gaten moeten houden en stoppen indien ze iets slechts van plan zijn. Tijdens missies dragen dieragenten altijd een fedora.

### Perry het vogelbekdier
Perry is het huisdier van Phineas en Ferb, maar buiten hun weten om is hij tevens een geheim agent genaamd Agent P. Hij is uitzonderlijk slim en creatief voor een vogelbekdier. Hij is altijd bezig de plannen van Dr. Heinz Doofenshmirtz te dwarsbomen. Hij zegt nooit een woord, maar staat wel bekend om het grappige geluidje 'Prrrr' als hij niet geheim agent is.

### Majoor Francis Monogram
Monogram is een van de leiders van de O.Z.E.C.A., en Perry’s opdrachtgever. Hij verschijnt meestal op een groot scherm als hij Perry inlicht over zijn nieuwe missie. Hij is de eigenlijke aartsvijand van Doofenshmirtz.
Monogram had vijf jaar voor aanvang van de serie nog zwart haar, maar inmiddels is hij kaal. Hij draagt altijd een pruik en nepsnor van wit haar om dit te verbergen. Hij draagt meestal een donkergroen uniform. Zijn twee wenkbrauwen zijn met elkaar vergroeid, waardoor hij van Doofenshmirtz de spottende bijnaam ‘monobrauw’ heeft gekregen. In de serie wordt meerdere malen verteld dat hij getrouwd is. Verder blijkt in seizoen 3 dat hij een zoon genaamd Monty heeft.
Monogram is altijd erg formeel. Zo noemt hij zijn agenten uitsluitend bij hun codenaam, nooit hun echte.

### Kees
Kees is een onbetaald stagiair bij de O.Z.E.C.A., en het hulpje van Majoor Francis Monogram. Hij is een beetje een sukkeltje en wordt door de Majoor ook zo behandeld. Zijn voornaamste taak is Majoor Monogram filmen terwijl deze Perry zijn opdrachten geeft. Af en toe krijgt hij echter ook belangrijke opdrachten, zoals deelnemen aan een missie. Kees kan soms wat roekeloos zijn. In een aflevering waarin Kees denkt dat Phineas en Ferb samenspannen met Doofenschmirtz, wordt hij door Majoor Monogram naar Phineas en Ferb toegestuurd. Hij heeft echter meteen door dat ze alleen iets bouwen voor de lol en speelt mee. Phineas en Ferb zien hem dan als een vriend.
In de originele Engelstalige versie heet Kees Carl. Daarmee is hij een van de weinige personages die in de Nederlandse nasynchronisatie een andere naam heeft gekregen.

### Pinky
Het hondje van Isabella. Het bibbert altijd en eet tosti's in plaats van hondenvoer. Pinky is net zoals Perry een geheim agent. Zijn vaste vijand is professor Poofenplotz.

### Wanda Acronym
Wanda is net als majoor Monogram leider van een divisie binnen de O.Z.E.C.A. Zij is onder andere Pinky’s opdrachtgever.

## Antagonisten

### Dr. Heinz Doofenshmirtz
Een gestoorde professor die praat met een Duits accent. Hij is de aartsvijand van Perry het vogelbekdier. Hij is het hoofd van zijn eigen organisatie, Doofenshmirtz Duistere Plan Producties (Doofenshmirtz Evil Incorporated), die hij als dekmantel gebruikt om de plaats Danville te veroveren, over het drie statengebied te heersen, zijn broer Roger die de burgemeester is te dwarsbomen  of ander kwaad te stichten. Hij is slecht geworden doordat zijn familie hem als kind altijd negeerde. Zijn plannen zijn vaak erg complex, en daardoor enorm gevoelig voor mislukkingen.

### Norm
Norm is een grote, humanoïde robot gebouwd door Doofenshmirtz. Aanvankelijk werd hij door Doofenshmirtz gemaakt als zijn ultieme wapen in zijn strijd met Perry, maar Norm slaagde er niet in Perry te verslaan. Desondanks heeft Doofenshmirtz Norm nooit gesloopt en Norm brengt zijn tijd nu grotendeels door met het doen van huishoudelijke klusjes voor Doofenshmirtz.
Norm heeft meerdere eigenschappen, zoals enorme kracht, lasers in zijn armen, en de mogelijkheid om in een pick-up truck te veranderen. Hij beschikt over kunstmatige intelligentie maar kan als het moet ook handmatig worden bestuurd. Hij beschouwt Doofenshmirtz als een vaderfiguur en zou graag meer tijd met hem doorbrengen.

### Lovemuffin (Bonbonnetje)
L.O.V.E.M.U.F.F.I.N. (League Of Villainous Evildoers Maniacally United For Frightening Investments in Naughtiness) is een door Dr. Doofenshmirtz opgerichte vereniging van kwaadaardige wetenschappers. Naast Doofenshmirtz is een ander bekend lid zijn rivaal Aloyse von Roddenstein. De vereniging organiseert in de serie onder andere een Inator-wedstrijd en een verkiezing wie hun leider mag worden.
De naam van de vereniging is in de Nederlandse nasynchronisatie Bonbonnetje, maar in sommige latere afleveringen wordt gewoon de Engelse naam gebruikt.

### Andere schurken
Professor Poofenplotzde vaste tegenstander van Pinky. Ze is een van de weinige kwaadaardige geleerden die geen lid is van L.O.V.E.M.U.F.F.I.N.. Ze is erg geobsedeerd door haar uiterlijk.
Dr. Gevaarlijkde mentor van Dr. Doofenshmirtz. Ze is klein van stuk en nooit tevreden over Doofenshmirtz’ werk.
Mitchde aartsvijand van Meap. Hij behoort tot hetzelfde ras als Meap, maar is een stuk groter. Hij verzamelt diersoorten van andere planeten als jachttrofeeën.

## Overige bijpersonages

### Suzy Johnson
Suzy is het zusje van Jeremy. Ze heeft een bloedhekel aan Candace en daarom probeert ze de dates van Jeremy en Candace tegen te houden. Buford en Candace zijn doodsbang voor Suzy. 

### Vanessa Doofenshmirtz
Vanessa is de dochter van Heinz en Charlene Doofenshmirtz. Sinds de scheiding van haar ouders verblijft ze om het weekend bij haar vader.
Vanessa is een goth. Ze gaat gekleed in zwarte kleding. Ze is het niet eens met haar vaders slechte plannen en probeert deze dan ook regelmatig aan haar moeder te tonen, maar net als Candace faalt ook zij keer op keer. Tegen haar wil in wordt ze ook weleens bij haar vaders plannen betrokken.
Doofenshmirtz houdt erg van Vanessa en wil haar kostte wat het kost een goede jeugd geven, maar alles wat hij met goede bedoelingen voor haar doet is voor Vanessa juist vernederend of frustrerend zijn. Ze is zich goed bewust van haar vaders gevechten met Perry het Vogelbekdier en kan er niet tegen als hij zijn werk meeneemt op vakantie.
Ferb heeft een oogje op Vanessa, in hoeverre dat wederzijds is, is niet bekend.

### Roger Doofenshmirtz
Roger is de jongere broer van Dokter Doofenshmirtz. Hij werd altijd voorgetrokken en is vandaag de dag burgemeester van het stadje Danville. Toen Roger's moeder zwanger was verwachtte ze een meisje, daarom maakte ze allemaal jurkjes. Maar Roger was een jongetje en daarom moest Heinz Doofenshmirtz al zijn kleding dragen.
Als burgemeester is Roger bezorgder om zijn populariteit bij het volk dan om het belang van de stad.

### Charlene Doofenshmirtz
Doofenshmirtz's ex-vrouw en de moeder van Vanessa. Ze is erg rijk en betaalt haar man maandelijks een grote hoeveelheid alimentatie.

### Love Händel
Love Händel is een rockband waar veel mensen in het driestatengebied fan van zijn. Ook Lawrence en Linda zijn fan van de band; ze deelden hun eerste kus tijdens een concert van Love Händel.
Love Händel bestaat uit zanger Danny, basgitarist Bobby Fabulous en drummer Sherman.

## Personages uit de film
In Phineas and Ferb the Movie: Dwars door de 2de dimensie komen verschillende alternatieve versies van de bekendste personages voor.
DoofenshmirtzDe Dr. Doofenshmirtz van de tweede dimensie is een niets of niemand ontziende dictator, die met zijn leger van Normbots het driestatengebied heeft veroverd. Anders dan de reguliere Doofenshmirtz heeft hij geen trieste jeugd gehad. Het enige nare wat hem ooit is overkomen, is dat hij als kind zijn favoriete speelgoedtrein verloor. Maar dit was al genoeg om hem tot het kwaad te doen vervallen. Hij is vele malen competenter en kwaadaardiger dan de reguliere Doofenshmirtz. Hij mist 1 oog, waar een ooglapje voor zit, en draagt een lange zwarte jas. Hij en de Doofenshmirtz uit de eerste dimensie werken aanvankelijk samen, maar uiteindelijk krijgt hij een hekel aan zijn incompetente tegenhanger en veroordeelt hem ter dood. Pas nadat de reguliere Doofenshmirtz hem zijn eigen speelgoedtrein geeft, komt hij bij zinnen en vernietigd vrijwillig al zijn Normbots.
VogelbekborgDe Perry uit de tweede dimensie is een paar jaar voor aanvang van de film reeds verslagen door Doofenshmirtz en door hem veranderd in een cyborg. Hij dient in de film nu als generaal in Doofenshmirtz leger. Zijn lichaam is grotendeels van metaal, en zijn linkeroog is vervangen door een camera. Hij kan vliegen dankzij vleugels in zijn robotlichaam. Aan het eind van de film verbreekt een stroomstoot Doofenshmirtz' controle over hem en wordt hij weer zichzelf.
Candace FlynnCandace van de tweede dimensie is de leider van het verzet tegen het bewind van Dr. Doofenshmirtz. Ze doet dit buiten weten van haar familie om. Anders dan de reguliere Candace is ze een stuk volwassener en serieuzer, maar als het aankomt op het omver werpen van Doofenshmirtz dictatuur is ze al net zo geobsedeerd als de reguliere Candace door het verklikken van haar broers. Ze kan erg goed vechten en wil kostte wat het kost haar familie veilig houden.
BaljeetDe Baljeet van de tweede dimensie heeft reeds op jonge leeftijd een doctoraat gehaald en dient nu als adviseur van het verzet. Hij staat erop dat iedereen hem Dr. Baljeet noemt. Hij heeft behalve van wiskunde ook kennis van hoe het multiversum in elkaar steekt, en helpt Phineas en Ferb met terugkeren naar hun eigen dimensie.
Isabella Garcia-ShapiroDe Isabella van de tweede dimensie is de rechterhand van Candace en tweede bevelhebber binnen het verzet. Anders dan de reguliere Isabella is ze keihard en serieus.
De vuurstormmeisjesDe kampvuurmeisjes uit de tweede dimensie. Zij maken allemaal deel uit van het verzet.
Bufordeen voormalig lid van het verzet die nu op eigen initiatief tegen Doofenshmirtz vecht. Hij houdt ervan om in het openbaar Doofenshmirtz dwars te zitten, terwijl het verzet juist vanuit de schaduwen opereert.
Phineas en FerbOmdat onder het bewind van Doofenshmirtz de zomervakantie al een paar jaar is afgeschaft, zijn de Phineas en Ferb uit de tweede dimensie nooit dingen gaan uitvinden en lang niet zo creatief als de Phineas en Ferb uit de eerste dimensie. Candace staat ook niet toe dat ze bij het verzet gaan. De twee brengen hun dag dan ook vooral door met binnen zitten.